# Хэмпсон, Томас (певец)
То́мас Хэ́мпсон (англ. Thomas Hampson; род. 28 июня 1955, Элкхарт, Индиана, США) — американский оперный и камерный певец, один из самых востребованных и записываемых оперных баритонов рубежа XX и XXI веков (свыше 80 ролей и 170 записей). По состоянию на 2008 год на одной только сцене «Метрополитен-оперы» исполнил 20 ролей. В 2003 году основал благотворительный фонд Hampsong.

## Биография
В 1978 и 1979 годах обучался в Музыкальной академии Запада. Брал уроки вокального мастерства у таких звёзд, как Элизабет Шварцкопф. Дебютировал в опере «Гензель и Гретель» Гумпердинка. 
После того, как в 1980 году занял второе место на конкурсе вокалистов в Хертогенбосе, состоял с 1981 по 1984 годы в труппе Немецкой оперы на Рейне (Дюссельдорф). Начиная с 1984 года регулярно сотрудничает с Цюрихским оперным театром. Старается делить своё время между Веной, Цюрихом и Нью-Йорком.
В 1986 году дебютировал в Метрополитен-опере и Венской государственной опере. В 1999 году записал с басом Сэмюэлом Рейми альбом «Тенорам вход воспрещён». Также записал множество дуэтов с тенором Джерри Хэдли (1952-2007). В 2003 году запись «Тангейзера» с его участием получила «Грэмми» за лучшую оперную запись. Всего он (по состоянию на 2025 год) номинировался на «Грэмми» десять раз. 
Помимо оперных партий, Хэмпсон с успехом исполнял немецкие песни авторства Хуго Вольфа, Рихарда Штрауса и иных композиторов, а также американские песни Аарона Копленда. В 2022 году с пианистом Евгением Кисиным выступил в драматической постановке «Address Unknown» по одноимённому роману (1938) Кэтрин Тэйлор на фестивале Вербье в Швейцарии.
Дочь Хэмпсона от первого брака, Кэтрин, до 2023 года была замужем за другим оперным баритоном — Лукой Пизарони.
- 1978 — Лауреат фестиваля Greater Spokane Music and’ Allied Arts Festival (Гран-при и премия «Молодой артист»)
- 1979 — Медаль имени Лотты Леман
- 1984 — Премия Distinguished Alumni Award in Recognition of Outstanding Accomplishments, Eastern Washington University
- 1990 — Премия Grand Prix du Disque, Académie Charles Gros за запись Songs from «Волшебный рог мальчика» by various composers
- 1990 — Премия Deutscher Schallplattenpreis за запись Songs from «Des Knaben Wunderhorn» by various composers
- 1990 — Международная премия «Эдисон» за запись Songs from «Волшебный рог мальчика» by various composers
- 1990 — Международная премия International Records Critics Award
- 1990 — Премия Outstanding Alumnus Award, University of Southern California School of Music
- 1994 — Премия журнала «Граммофон» за запись «Увольнение в город»
- 1992 — Международная премия «Эдисон» за запись Rossini & Meyerbeer, Songs
- 1992 — Вокалист года по версии журнала Musical America
- 1993 — Международная премия «Эдисон» как лучшему певцу года
- 1993 — Honorary Doctor of Music, Fort Wright College of the Holy Names, Spokane
- 1993 — Вошёл в 50 самых красивых людей мира по версии журнала People[8]
- 1994 — Премия Cannes Classical Award
- 1994 — Премия Фонда Пуччини за вклад в искусство
- 1994 — Премия Toblacher Komponierhäuschen Award за запись цикла «Волшебный рог мальчика» Малера
- 1996 — Почётный член Королевской академии музыки (Великобритания)
- 1997 — Премия Merola Distinguished Alumni Award
- 1998 — Премия Adventist Alumni Achievement Award
- 1999 — Почётное звание «Каммерзенгер» (Австрия)
- 1999 — Золотая медаль Густава Малера (Международное общество Густава Малера)
- 2000 — Премия «Граммофон» за запись оперы «Король Рогер»
- 2000 — Премия «Золотой диапазон», Caecilia Prize, Classic CD Award за запись оперы «Король Рогер»
- 2000 — Honorary Doctorate of Music, San Francisco Conservatory
- 2002 — Премия «Грэмми» за запись оперы «Тангейзер»
- 2002 — Орден искусств и литературы (Франция)
- 2003 — Международная премия «Эдисон» за запись оперы «Фальстаф»
- 2003 — Член Правления Международного общества Густава Малера
- 2004 — Медаль Ордена почёта в области науки и искусства (Австрия)
- 2004 — Почётный член общества «Друзья Венской государственной оперы»
- 2005 — Член Европейской академии Наук и Искусств
- 2005 — Международная премия «Эдисон» за вклад в искусство
- 2005 — Почётный член Wiener Konzerthausgesellschaft
- 2006 — Офицер Ордена заслуг pro Merito Melitensi (Мальтийский орден)

Введён в Зал славы журнала Gramophone.
- 1986 — «Директор театра», дирижёр Николаус Арнонкур (Фогельзанг)
- 1987 — «Богема», дирижёр Леонард Бернстайн (Марчелло)
- 1987 — «Сначала музыку, потом слова», дирижёр Николаус Арнонкур (Поэтра)
- 1988 — «Дон Жуан», дирижёр Николаус Арнонкур (Дон Жуан)
- 1988 — «Гибель богов», дирижёр Бернард Хайтинк (Гюнтер)
- 1988 — «Так поступают все», дирижёр Джеймс Ливайн (Гильельмо)
- 1988 — «Фьеррабрас», дирижёр Клаудио Аббадо (Роланд)
- 1989 — «Деревенские Ромео и Джульетта», дирижёр Чарльз Маккеррас (Чёрный скрипач)
- 1989 — «Carmina Burana», дирижёр Сэйдзи Одзава (Баритон)
- 1990 — «Свадьба Фигаро», дирижёр Джеймс Ливайн (Граф Альмавива)
- 1990 — «Целуй меня, Кэт» (мюзикл), дирижёр Джон Макглинн (Фред Грэм)
- 1990 — «Песни странствующего подмастерья», дирижёр Леонард Бернстайн
- 1991 — «Фауст», дирижёр Мишель Плассон (Валентин)
- 1991 — «Так поступают все», дирижёр Николаус Арнонкур (Дон Альфонсо)
- 1991 — «Песни странствующего подмастерья», дирижёр Клаус Теннштедт
- 1992 — «Евгений Онегин», дирижёр Чарльз Маккеррас (Евгений Онегин)
- 1993 — «Билли Бадд», дирижёр Кент Нагано (Билли Бадд)
- 1993 — «Гамлет», дирижёр Антонио де Альмейда (Гамлет)
- 1993 — «Севильский цирюльник», дирижёр Джанлуиджи Джельметти (Фигаро)
- 1993 — «Весёлая вдова», дирижёр Франц Вельзер-Мёст (Данило)
- 1993 — «Свадьба Фигаро», дирижёр Николаус Арнонкур (Граф Альмавива)
- 1994 — «Идоменей, царь Критский», дирижёр Джеймс Ливайн (Арбаче)
- 1994 — «Carmina Burana», дирижёр Мишель Плассон (Баритон)
- 1994 — «Увольнение в город», дирижёр Майкл Тилсон Томас (Габи)
- 1994 — «Иродиада», дирижёр Мишель Плассон (Ирод)
- 1995 — «Богема», дирижёр Антонио Паппано (Марчелло)
- 1996 — «Чудесный город», дирижёр Саймон Рэттл (Роберт Бейкер)
- 1996 — «Дон Карлос», дирижёр Антонио Паппано (Родриго)
- 1997 — «Таис», дирижёр Ив Абель (Атанаэль)
- 1998 — «Вильгельм Телль», дирижёр Фабио Луизи (Вильгельм Телль)
- 1999 — «Вертер», дирижёр Антонио Паппано (Альберт)
- 1999 — «Король Рогер», дирижёр Саймон Рэттл (Рогер II)
- 1999 — сборник No tenors allowed
- 2000 — «Ифигения в Тавриде», дирижёр Айвор Болтон (Орест)
- 2001 — «Фальстаф», дирижёр Клаудио Аббадо (Форд)
- 2001 — «Аида», дирижёр Николаус Арнонкур (Амонасро)
- 2001 — «Трубадур», дирижёр Антонио Паппано (Граф ди Луна)
- 2001 — «Макбет», дирижёр Франц Вельзер-Мёст (Макбет)
- 2002 — «Тангейзер», дирижёр Даниэль Баренбойм (Вольфрам)
- 2002 — «Симон Бокканегра», дирижёр Даниэле Гатти (Симон Бокканегра)
- 2003 — «Кармен», дирижёр Мишель Плассон (Эскамильо)
- 2004 — «Парсифаль», дирижёр Кент Нагано (Амфортас)
- 2004 — «Вертер», дирижёр Мишель Плассон (Вертер)
- 2005 — «Травиата», дирижёр Карло Рицци (Жорж Жермон)
- 2005 — «Травиата», дирижёр Франц Вельзер-Мёст (Жорж Жермон)
- 2006 — «Доктор Фауст», дирижёр Филип Джордан (Доктор Фауст)
- 2006 — «Дон Жуан», дирижёр Дэниел Хардинг (Дон Жуан)